# Ciągadło

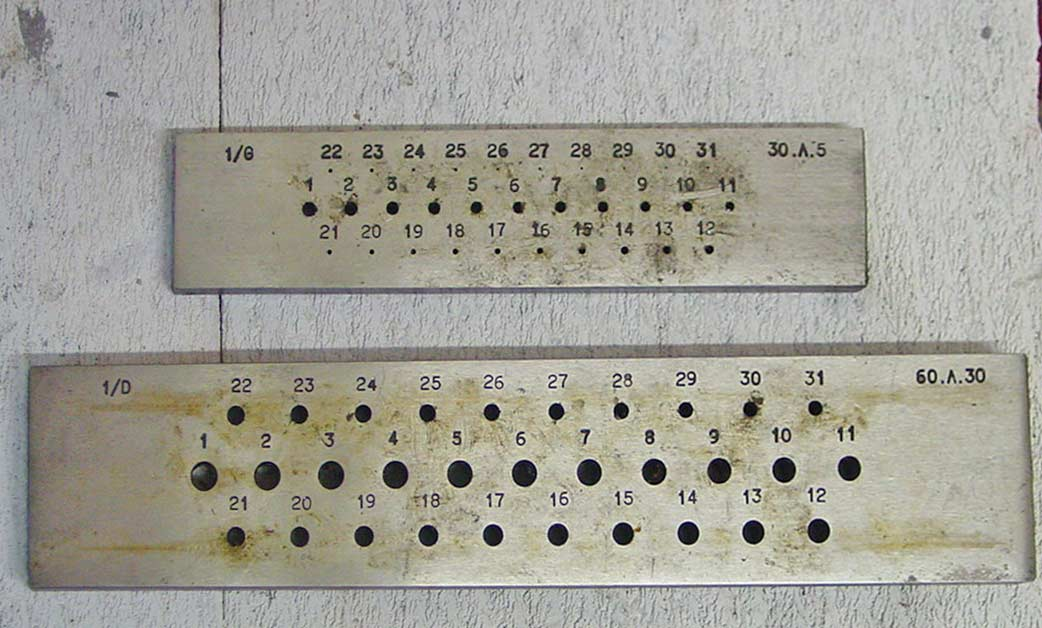
Dwa ciągadła z otworami o różnych rozmiarach

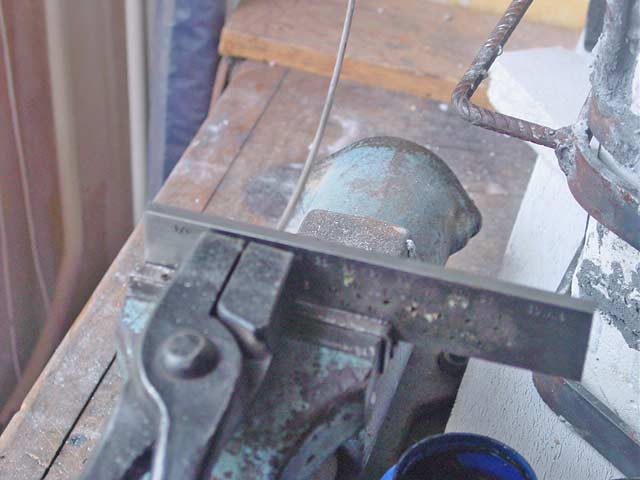
Ciągadło w czasie pracy

Ciągadło – narzędzie, z jednym lub więcej otworami roboczymi, służące do ciągnienia drutów, prętów lub rur na ciągarkach.
Strefa zgniotu ciągadła monolitycznego może być stożkowa, wklęsła, łukowa lub sigmoidalna.
Do obróbki drutów i prętów kształtowych służą ciągadła profilowe.
Ze względu na materiał oczka ciągadła można podzielić na diamentowe oraz z węglików spiekanych. Są one stosowane głównie do obróbki plastycznej metali twardych i trudno obrabialnych, między innymi wolframu i molibdenu.
Ciągadła diamentowe dzielą się, ze względu na typ wkładki diamentowej, na naturalne i syntetyczne. Trwałość ciągadeł diamentowych przy obrabianiu niektórych materiałów może być do 250 razy większa niż węglikowych.